# Moreno Argentin
Moreno Argetin (San Donà di Piave, 17 de dezembro de 1960) é um ciclista italiano, que atuou profissionalmente entre os anos de 1980 até 1994. Em sua carreira obteve 86 vitórias. É conhecido pelo epíteto de Il furbo.